# Joffre Escobar
Joffre Andrés Escobar Moyano (Urdaneta, Los Ríos, 24 de octubre de 1996) es un futbolista ecuatoriano. Juega como delantero y su equipo actual es Alianza Universidad de la Liga 1 del Perú.

## Trayectoria

### Deportivo Cuenca
Joffre Escobar se inició en las inferiores de Rocafuerte, Independiente del Valle y Deportivo Cuenca, justamente en este último equipo debutó en la Serie A en 2013 cuando era dirigido por Guillermo Rivarola, jugando de buena manera y ayudando a su equipo a subir posiciones en el campeonato nacional.

### Gualaceo
Fue cedido a préstamo al Gualaceo Sporting Club en el 2015 para que tenga más experiencia y evolucione en su juego, el club ese año disputó la Segunda Categoría de Ecuador.

### Fuerza Amarilla
Escobar fue transferido a Fuerza Amarilla por $ 82,000.00 firmando un contrato por 4 temporadas; fue fhichado para disputar el torneo local y la Copa Sudamericana, anotando dos goles y una asistencia.

### América de Quito
En 2019 fue contratado por América de Quito por 4 temporadas; con el objetivo de mantener al club en la máxima categoría de Ecuador, ayudando al equipo en la primera etapa con dos goles en 13 juegos, por sus buenas actuaciones en el América fue adquirido por un equipo peruano para el Torneo Clausura de dicho país. A finales del 2017 descendió de categoría.

### Universidad de San Martín
En el 2019 llega a préstamo por un semestre a la Universidad de San Martín para el Torneo Clausura donde destaca con 13 goles y dando una buena impresión a los aficionados y prensa, fue preseleccionado para formar parte del equipo ideal del torneo. A pesar de su buen semestre en el club, tuvo que volver al América de Quito, club dueño de su pase.Fue dirigido por el argentino Carlos Bustos y logró salvarse del descenso en las últimas fechas.

### Club Deportivo Huachipato
A pesar de tener ofertas de FBC Melgar y Sporting Cristal, debido a sus buenas actuaciones es transferido en el 2020 para jugar en Huachipato de Chile, la Primera División y Copa Sudamericana. Jugó la Copa Sudamericana 2020.

### Independiente del Valle
Para el 2021 ficha a préstamo por Independiente del Valle por pedido del portugués Renato Paiva.Afrontó la Copa Libertadores 2021, donde logró anotarle a Defensa y Justicia en Argentina.
En 2022 regresa a la Universidad San Martín por un semestre.

### Sporting Cristal
A mediados del 2022 ficha por Sporting Cristal, llegando hasta las semifinales del torneo peruano.

### Deportivo Pasto
En enero de 2023 llega como refuerzo al Deportivo Pasto para afrontar el Torneo Apertura 2023-1 de la Liga Betplay Dimayor de Colombia.
Luego de quedar como jugador libre al rescindir con Macará. El 12 de diciembre del 2024 es oficializado por Alianza Universidad por toda la temporada 2025.

## Clubes
Actualizado al último partido disputado el 26 de julio de 2025.
| Club                               | País          | Año           | Partidos | Goles | Asistencias |
| ---------------------------------- | ------------- | ------------- | -------- | ----- | ----------- |
| Deportivo Cuenca                   | Ecuador       | 2013 - 2014   | 14       | 0     | 1           |
| Gualaceo S. C. (préstamo)          | Ecuador       | 2015 - 2016   | 51       | 24    | -           |
| Deportivo Cuenca                   | Ecuador       | 2017          | 2        | 0     | 0           |
| Fuerza Amarilla                    | Ecuador       | 2017 - 2018   | 13       | 10    | 1           |
| América de Quito                   | Ecuador       | 2019          | 13       | 2     | -           |
| Universidad San Martín (préstamo)  | Perú          | 2019          | 16       | 12    | 0           |
| Huachipato                         | Chile         | 2020          | 31       | 6     | 2           |
| Independiente del Valle (préstamo) | Ecuador       | 2021          | 25       | 3     | 2           |
| Universidad San Martín (préstamo)  | Perú          | 2022          | 11       | 4     | 0           |
| Sporting Cristal (préstamo)        | Perú          | 2022          | 18       | 4     | 0           |
| Deportivo Pasto                    | Colombia      | 2023          | 17       | 3     | 0           |
| Universidad Católica               | Ecuador       | 2023          | 8        | 0     | 1           |
| Macará                             | Ecuador       | 2024          | 27       | 0     | 1           |
| Alianza Universidad                | Perú          | 2025-act.     | 11       | 3     | 0           |
| Total carrera                      | Total carrera | Total carrera | 255      | 71    | 8           |

## Palmarés

### Campeonatos nacionales
| Título  | Club                    | País    | Año  |
| ------- | ----------------------- | ------- | ---- |
| Serie A | Independiente del Valle | Ecuador | 2021 |

### Distinciones individuales
| Distinción                                                                  | Año  |
| --------------------------------------------------------------------------- | ---- |
| Preseleccionado como delantero en el mejor once de la Liga 1 según la SAFAP | 2019 |